# محمد بهشتي

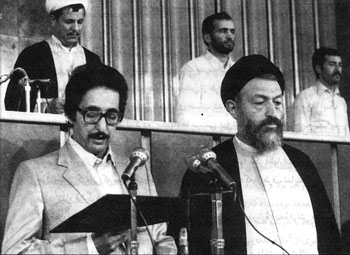
محمد بهشتي في الجانب الأيمن في تنصيب الرييس بني صدر

السيد محمد بهشتي (24 أكتوبر 1928 - 28 يونيو 1981) هو عالم دين شيعي وسياسي إيراني. يحمل شهاده الدكتوراة في الفلسفة من جامعة طهران. كان من مؤسسي الحزب الجمهوري الإسلامي وكان رئيس السلطة القضائية ورئيس مجلس الثورة الإسلامية ومجلس الخبراء وهو كان ثاني أقوى الشخصيات في الثورة بعد آية الله الخميني آنذاك. كان يتقن الإنكليزية والألمانية والعربية وله الدور الكبير في إعداد الدستور الإيراني.
اغتيل في الانفجار الذي أطاح بمقر الحزب الجمهوري ومعه اثنان وسبعون من أعضاء وقادة الثورة، أعلن الإمام الخميني الحداد العام في إيران، وأصدر بياناً ووصفه بأنه كان «أمة في رجل»

## الولادة والدراسة
وُلد السيد محمد بن فضل الله الحسيني البهشتي في مدينة أصفهان في إيران سنة 1346 هـ..
بدأ دراسته بتعلم القرآن في سن الرابعة لدى إحدى الكتاتيب، وبعد إنهاء مرحلة الابتدائية والمتوسطة، قرر ترك الدراسة الأكاديمية عام 1360 هـ والتحق بمدرسة الصدر في أصفهان لدراسة العلوم الإسلامية. فدرس لمدة أربع سنوات القواعد العربية والمنطق وسطوح الفقه والأصول. في عام 1364 هـ انتقل إلى مدينة قم لمواصلة دراسته الحوزوية. وفي أوائل عام 1365 هـ درس البحث الخارج لدى محمد اليزدي المعروف بالمحقق الداماد. كذلك حضر دروس روح الله الموسوي الخميني وحسين البروجردي ومحمد تقي الخونساري ومحمد حجت الكوهكمري. وفي عام 1366 هـ عاد للدراسة الأكاديمية فأكمل دراسته الإعدادية، ثم التحق بكلية الإلهيات بجامعة طهران وحصل على شهادة البكالوريوس منها عام 1369 هـ، ثم عاد إلى مدينة قم وأكمل دراسته الحوزوية. خلال العام 1369 هـ إلى 1374 هـ تفرغ لدراسة الفلسفة لدى محمد حسين الطباطبائي. ثم التحق بجامعة طهران مرة أخرى وأكمل مرحلة الدكتوراة في الفلسفة.

## نضاله ضد الشاه
بدأ الدكتور بهشتي نضاله العلني ضد النظام البهلوي مع بدء نضالات تأميم صناعة النفط في إيران عام 1951. فكان من الوجوه النشطة والمؤثرة في الدفاع عن الحكومة الوطنية للدكتور محمد مصدق وكان يقوم بتوعية الشعب ضد مظالم النظام عن طريق إلقاء المحاضرات الحماسية والمشاركة في سائر النشاطات.
منذ بداية ثورة الإمام الخميني سنة 1953 ، نهض بالتعاون مع الجمعيات المؤتلفة الإسلامية، ولعب دورا مهما في تنظيم التيارات الإسلامية التي ظهرت في الجامعات وبين الشباب والمثقفين الإسلاميين وفي إقامة جسر بين الجامعة والمدرسة الفيضية والتنسيق الخطى بينهم، فجعل كلا الفئتين تعملان معاً نحو تحقيق مصالح الشعب المشروعة ضد الاستعمار.
في عام 1965، ذهب إلى مدينة هامبورغ في ألمانيا بناءا على طلب آية الله الميلاني وآية الله الخوانساري وآية الله الحائري، للإشراف على عمل المركز الإسلامي في هامبورغ، الذي أسَّسه السيّد حسين البروجردي. فقام هناك بتأسيس الاتحاد الإسلامي للطلبة الإيرانيين، وبدأ بنشر الإسلام هناك. بقي لمدة خمس سنوات ثم عاد إلى طهران سنة 1970 وفي طريق عودته اجتمع بالإمام الخميني في العراق.
بعد عودته قام النظام بمنعه من الذهاب إلى قم لإيقاف نشاطاته، فأوجد عدة مراكز لأعماله التنظيمية وعقد جلسات لتفسير القرآن ما لبثت أن أصبحت فيما بعد مراكز لتجمع الشبان وتنظيمهم.
وفي سنة 1978 ساهم مع كل من آية الله مرتضي مطهري وآية الله محمد مفتح في تشكيل رابطة العلماء المجاهدين، التي قادت الثورة حتي انتصارها. وكان من العناصر الأساسية في توجيه الكفاح، في المسيرات والتظاهرات وإعداد المنشورات والشعارات وتنظيم الأشخاص الذين كانوا يقومون بهذه الفعاليات وكان الرابط الموثق والقوي بين الإمام والأمة ورابط الحركة الثورية بين الشعب والحوزة والطلاب، فألقى السافاك القبض عليه عدة مرات.
عندما كان الإمام الخميني في المنفى في باريس ذهب إلى هناك لتبادل الرأي معه، فاختاره الامام في عضوية مجلس الثورة الإسلامية،
فقام مع مرتضي مطهري وهاشمي رفسنجاني، وموسوي أردبيلي ومهدوي كني وباهنر بتشكيل أول مجلس للثورة في إيران.

## مناصبه

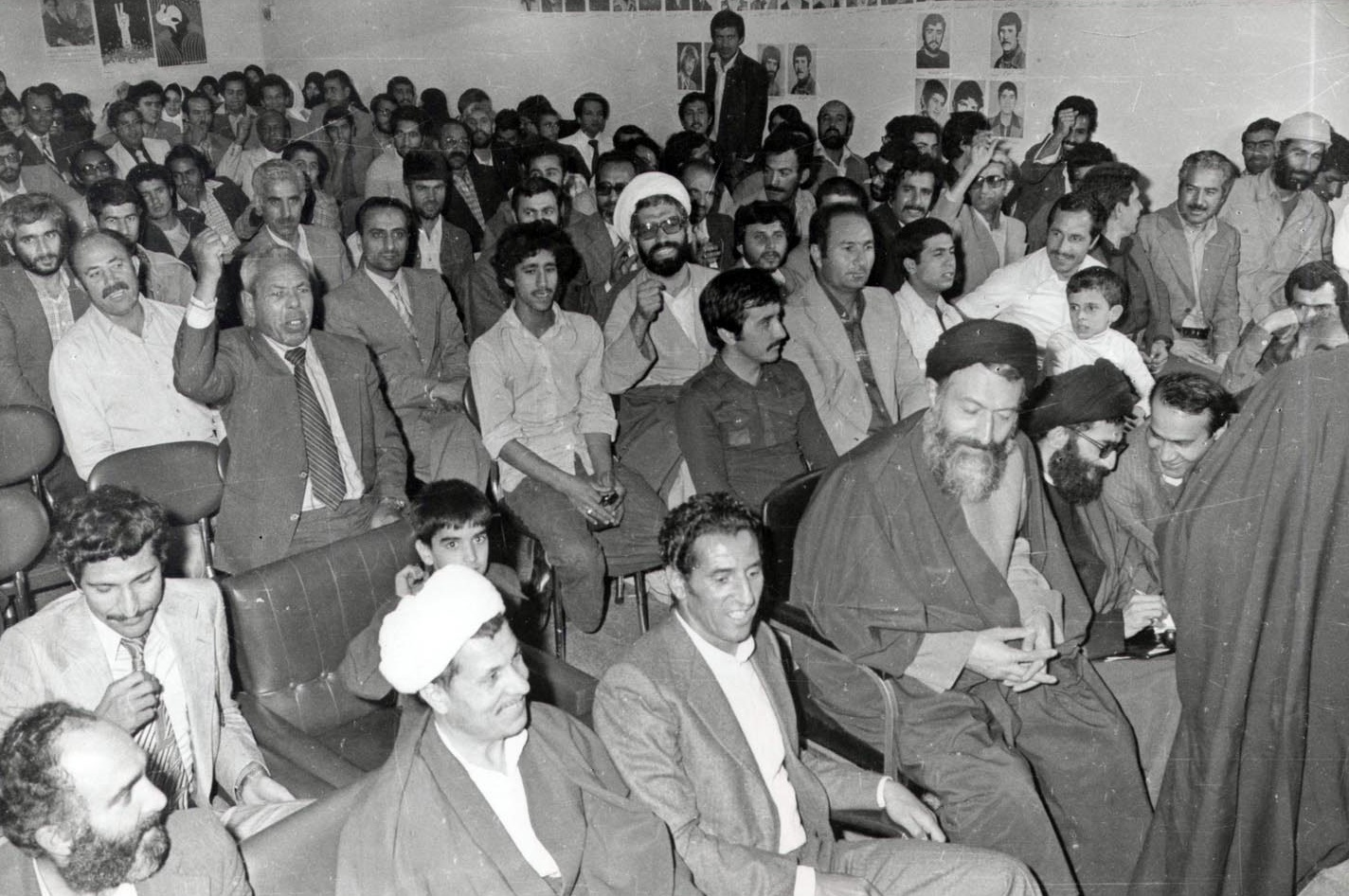
مقر الحزب الجمهوري الإسلامي - حفل استقبال لعبد السلام جلود رئيس الوزراء الليبي السابق - مارس 1979

بعد انتصار الثورة الإسلامية بقي الدكتور بهشتي عضواً في مجلس الثورة، وانتخب أيضاً عضواً في مجلس الخبراء. ثم ترأس مجلس خبراء الدستور ومجلس خبراء القيادة ، فضلاً عن قيادته لحزب الجمهوري الإسلامي، الذي أسس بعد أسبوعين من انتصار الثورة بناء على طلب روح الله الخميني. في عام 1980 عيّنه الامام الخميني رئيسا للسلطة القضائية. وفي عام 1981 بعد عزل بني صدر من رئاسة الجمهورية من قبل البرلمان، عقد الخميني المجلس الرئاسي المؤقت برئاسة محمد بهشتي. كان يعرف الدكتور بهشتي باعتباره ثاني أقوى الشخصيات في الثورة بعد آية الله الخميني آنذاك.
طُرح اسم آيت الله بهشتي لمنصب الرئاسة ولكن لم يوافق الإمام على أن يكون مرشح الرئاسة رجل دين، قائلا:«إن مجلس الثورة هو الأهم بالنسبة لرجال الدين.»

## المؤلفات
له مؤلفات عديدة أهمها:
- النظام المصرفي وقوانين الإسلام المالية.
- الله في القرآن (وهي رسالته التي نال بها درجة الدكتوراه).
- ما هي الصلاة؟
- الحكومة في الإسلام.
- دور الإيمان في حياة الإنسان.
- صوت الإسلام في أوروبا.
- المناضل المنتصر
- الإسلام والأيديولوجيات المعاصرة.
- المعرفة بلغة الفطرة.[10]

## اغتيال

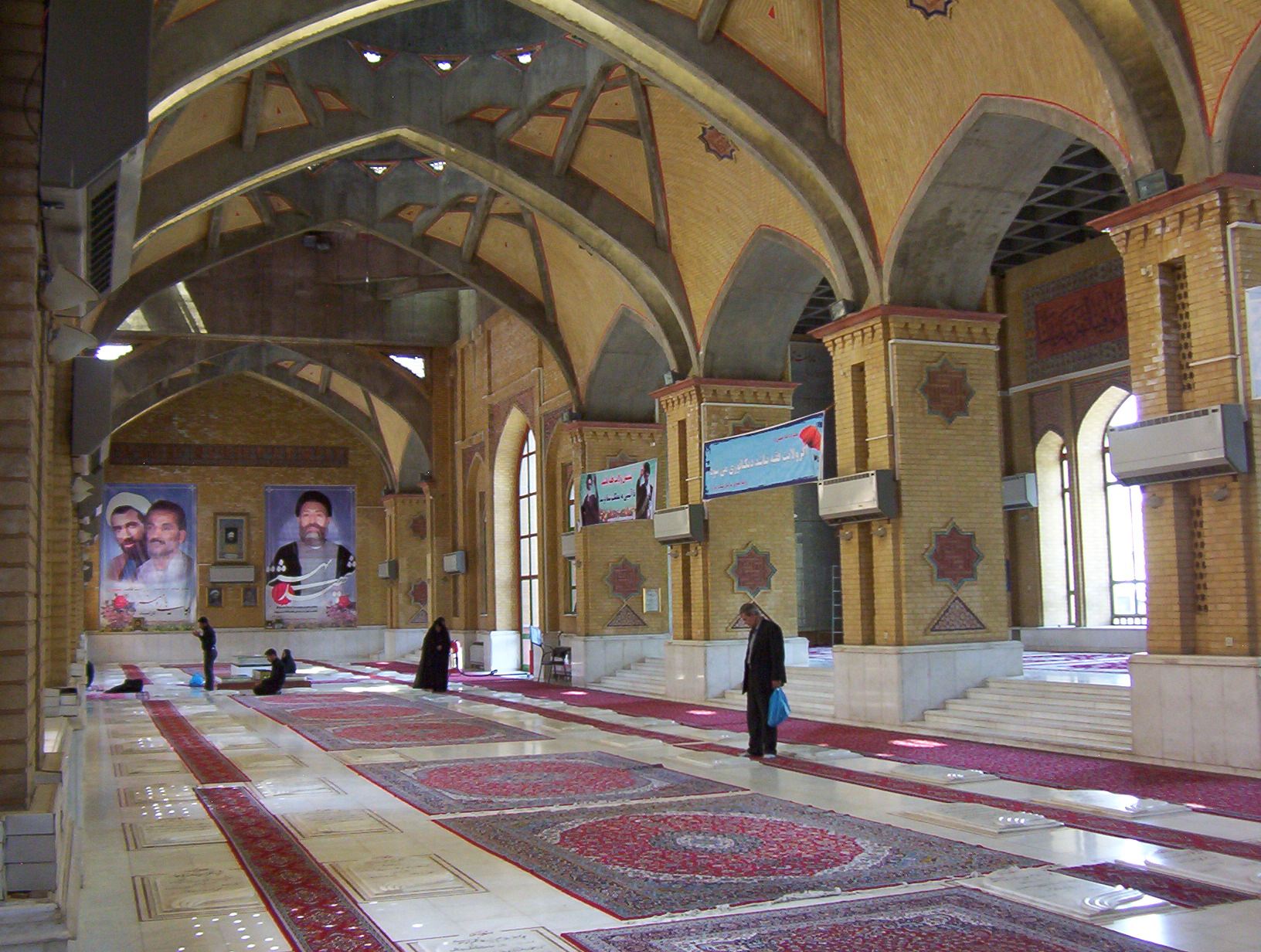
ضريح ضحايا تفجير 7 تير في مقبرة جنة الزهراء من تصميم مير حسين موسوي

اغتيل آية الله محمد بهشتي في 28 يونيو 1981 (المصادف 7 من شهر تير الإيراني) على إثر تفجير وقع في المقر الرئيسي للحزب الجمهوري الإسلامي في طهران أثناء انعقاد اجتماع لقادة الحزب. وأدّى ذلك إلى مقتل اثنين وسبعون مسؤولاً آخراً بالحزب الجمهوري الإسلامي منهم أربعة وزراء (هم وزراء الصحة، والنقل، والاتصالات، والطاقة)، وسبعة عشر عضوًا في المجلس، والعديد من المسؤولين الحكوميين الآخرين.
حمّلت إيران منظمة مجاهدي خلق الإيرانية مسؤولية الحادث . وحددت هوية مُنفِذ التفجير، وهو كان طالبًا شابًا وأحد أعضاء المجاهدين، واسمه محمد ريزا كولاهي.
أعلن الإمام الخميني على أثر هذا الانفجار الحداد العام في إيران، وأصدر بياناً تأبينيّاً جاء فيه: «(فقد الشعب الإيراني في هذه الفاجعة الكبرى (73) بريئاً، ويعتزّ الشعب الإيراني بأن يقدّم هؤلاء أنفسهم نذوراً لخدمة الإسلام والمسلمين).»
شُيّع جثمانه تشييعاً مهيباً مع باقي القتلي، ثم دُفنوا في مقبرة جنّة الزهراء جنوب العاصمة طهران.

## روابط خارجية
- محمد بهشتي على موقع الموسوعة البريطانية (الإنجليزية)
- محمد بهشتي على موقع مونزينجر (الألمانية)
- محمد بهشتي على موقع ديسكوغز (الإنجليزية)